# Riccia albomarginata
Riccia albomarginata là một loài rêu trong họ Ricciaceae. Loài này được Bisch. ex C. Krauss mô tả khoa học đầu tiên năm 1846.
Danh pháp khoa học của loài này chưa được làm sáng tỏ. 